# 마켓 메이커
마켓 메이커(market maker), 시장 조성자 또는 유동성 공급자는 매수-매도 스프레드에서 이익을 얻기를 희망하면서 재고에 보관된 거래 가능한 자산의 매수 및 매도 가격을 모두 제시하는 회사 또는 개인이다. 회사가 얻는 이점은 그렇게 함으로써 돈을 벌 수 있다는 것이다. 시장의 이점은 거래되는 자산에 대해 제한된 거래 가격 범위를 설정함으로써 가격 변동(변동성)을 제한하는 데 도움이 된다는 것이다.
미국 시장에서 미국 증권거래위원회는 "마켓 메이커"를 공개된 가격으로 정기적이고 지속적으로 주식을 사고 팔 준비가 되어 있는 회사로 정의한다. 지정 기본 시장 조성자(DPM)는 특정 할당 증권, 옵션 또는 옵션 지수에서 포지션을 차지할 것을 보장하기 위해 거래소에서 승인한 전문 시장 조성자이다.